# Въртолница
Въртолница (на албански: Vërtomica; на сръбски: Вртомица) е село в Косово, разположено в община Елезки хан, окръг Феризово. Намира се на 832 метра надморска височина. Според преброяването през 2011 г. селото е безлюдно.

## Население
Численост на населението според преброяванията през годините:
- 1948 – 200 души
- 1953 – 62 души
- 1961 – 42 души
- 1971 – 56 души
- 1981 – 16 души
- 1991 – 34 души
- 2011 – 0 души